# Andrzej Stępniak
Andrzej Hieronim Stępniak (ur. 27 listopada 1952, zm. 19 grudnia 2019) – polski ekonomista, profesor.

## Życiorys
Obronił pracę doktorską, 28 października 1996 habilitował się na podstawie dorobku naukowego i pracy zatytułowanej Integracja regionalna i transfer kapitału. 8 czerwca 2006 nadano mu tytuł profesora w zakresie nauk ekonomicznych. Objął stanowisko profesora zwyczajnego w Ośrodku Badań Integracji Europejskiej na Wydziale Ekonomicznym Uniwersytetu Gdańskiego oraz w Katedrze Handlu Międzynarodowego i Integracji w Wyższej Szkole Bankowej w Gdańsku na Wydziale Finansów i Zarządzania.
Był kierownikiem Ośrodka Badań Integracji Europejskiej na Wydziale Ekonomicznego Uniwersytetu Gdańskiego, a także członkiem Komitetu „Polska w Zjednoczonej Europie” i Komitetu Prognoz „Polska 2000 Plus” Polskiej Akademii Nauk.
W 2014 bezskutecznie kandydował z ramienia Polskiego Stronnictwa Ludowego do Parlamentu Europejskiego (jako lider listy pomorskiej) i do sejmiku województwa pomorskiego.
W 2004 otrzymał Krzyż Kawalerski Orderu Odrodzenia Polski.

## Publikacje
- 1993: Promocja polskich podmiotów inwestycyjnych na obszarze Wspólnot Europejskich / Andrzej Stępniak, Stanisław Umiński; Urząd Rady Ministrów. Biuro ds. Integracji Europejskiej oraz Pomocy Zagranicznej[1]
- 1996: Integracja regionalna i transfer kapitału: inwestycje bezpośrednie w aspekcie klimatu inwestycyjnego w Unii Europejskiej[1]
- 2004: Polskie przedsiębiorstwo na rynku Unii Europejskiej: szanse i zagrożenia[1]
- 2005: Strategie przedsiębiorstw na obszarze Unii Europejskiej w zakresie zagranicznych inwestycji bezpośrednich[1]